# Plastic Bomb
Plastic Bomb est un journal allemand consacré à la musique punk rock et alternative. Le magazine contient également des critiques de bandes dessinées, de livres et de films. L'édition imprimée est accompagnée d'un CD jusqu'au numéro 103.
Plastic Bomb commence comme un fanzine, mais est maintenant fabriquée et distribuée par des professionnels, à environ 2 500 abonnés. C'est après Ox le deuxième magazine punk en Allemagne avec un supplément CD. Plastic Bomb est distribué dans tout le monde germanophone.
Le magazine prône une scène punk de gauche et antifasciste. Une partie intégrante est les préfaces des différents rédacteurs qui publient des textes très subjectifs et intimes.

## Label
Parallèlement au magazine, un label indépendant se développe. Étant donné qu'il est difficile pour les groupes punk d'obtenir un contrat d'enregistrement au début des années 1990, les rédacteurs de Plastic Bomb Fanzine ont l'idée de produire des groupes qui leur plaisent. Au cours des années suivantes, des groupes comme The Vageenas, No Respect, Rasta Knast ou Trend sortent sur le label Plastic Bomb. De plus, les publications de groupes comme D.O.A., The Real McKenzies, Deadline paraissent chez le sous-label Social Bomb.
Jusqu'en 2007, Farewell Records appartient à Plastic Bomb. Entre autres, le dernier album du groupe Poison Idea, Latest Will and Testament sort. Depuis, Farewell est géré indépendamment.

## Source de la traduction
- (de) Cet article est partiellement ou en totalité issu de l’article de Wikipédia en allemand intitulé « Plastic Bomb » (voir la liste des auteurs).